# Jane Relf
Jane Relf (* 7. März 1947 in Richmond, London) ist eine britische Sängerin, die vor allem in den 1970er Jahren erfolgreich war.

## Leben
Relf wurde in Richmond, einem Stadtteil von London geboren. Sie ist die jüngere Schwester des Yardbirds-Sängers Keith Relf. Als sich die Yardbirds aufgelöst hatten, gründete Keith Relf die Progressive-Rock-Band Renaissance und Jane begleitete ihn als Sängerin.
Nach seinem Tod 1976 reformierten sich die verbleibenden Bandmitglieder unter dem Namen Illusion, wieder mit Jane als Sängerin. Nach zwei Alben löste sich die Band auf, Jane sang bei einigen Projekten von Jim McCarty, unter anderem Stairway und Renaissance Illusion.
1971 veröffentlichte sie eine Solosingle mit den Songs Without a Song From You und Make My Time Pass By. Für das Unternehmen Findus Tiefkühlkost nahm sie die Promotionsingle The Fishermen auf.

## Diskografie
Mit Renaissance
- 1969: Renaissance
- 1971: Illusion

Mit Illusion
- 1977: Out of the Mist
- 1978: Illusion

Mit Stairway
- 1988: Moonstone

Mit Renaissance Illusion
- 2001: Through the Fire

Kompilation als Jane’s Renaissance
- The Complete Jane Relf Collection, 1969–1995